# Santa Fe County
Santa Fe County är ett administrativt område (county) i delstaten New Mexico, USA. År 2010 hade countyt 144 170 invånare (2010). Den administrativa huvudorten (county seat) är Santa Fe. 
Del av Bandelier nationalmonument ligger i countyt. 

## Geografi
Enligt United States Census Bureau så har countyt en total area på 4 949 km². 4 945 km² av den arean är land och 4 km²  är vatten. 

### Angränsande countyn
- Rio Arriba County, New Mexico - nord
- Mora County, New Mexico - nordöst
- San Miguel County, New Mexico - öst
- Torrance County, New Mexico - syd
- Bernalillo County, New Mexico - sydväst
- Sandoval County, New Mexico - väst
- Los Alamos County, New Mexico - nordväst